# Larroque-sur-l'Osse
Larroque-sur-l'Osse è un comune francese di 228 abitanti situato nel dipartimento del Gers nella regione dell'Occitania.

## Società

### Evoluzione demografica
Abitanti censiti